# 西観音町停留場
西観音町停留場（にしかんおんまちていりゅうじょう、西観音町電停）は、広島市西区西観音町にある広島電鉄本線の停留場である。駅番号はM16。

## 歴史
西観音町停留場は1964年（昭和39年）、本線の天満町 - 己斐間の軌道が平和大通り上の新線に移設された際に開業した。開業日である9月1日は下り線が新線に移設された日で、上り線は6日後の9月7日に移設されている。
軌道が新線に移設し西観音町停留場が開設される前、旧線の天満町 - 福島町間には都町停留場（みやこまちていりゅうじょう）が存在した。この停留場は1960年（昭和35年）に福島病院前停留場（ふくしまびょういんまえていりゅうじょう）として開業、都町停留場に改称されたのは2年後の1962年（昭和37年）のことである。停留場が置かれた場所は太田川放水路の造成工事の一環で誕生した埋め立て地で、かつては福島川が流れており、本線は軌道専用橋にて渡河していた。都町停留場は天満町 - 己斐間の軌道が上下とも新線に移設した1964年（昭和39年）9月7日をもって廃止されている。

### 年表
- 1960年（昭和35年）2月10日：旧線上に福島病院前停留場が開業[3]。
- 1962年（昭和37年）2月12日：都町停留場に改称[3]。
- 1964年（昭和39年）
  - 9月1日：下り線が新線に移設され、西観音町停留場が開業[3]。
  - 9月7日：上り線が新線に移設。都町停留場は廃止される[3]。
- 1979年（昭和54年）5月11日：安全柵が設置される[4]。。
- 1996年（平成8年）10月：駅番号「M17」を付与[5]。
- 2025年（令和7年）8月3日：駅番号を「M16」へ変更[6]。

## 停留場構造
本線はほぼすべての区間で軌道が道路上に敷かれた併用軌道であり、当停留場も道路上にホームが置かれている。ホームは低床式で上下2面あり、2本の線路を挟み込むように向かい合って配置されている（相対式ホーム）。線路の北側に紙屋町方面の上りホーム、南側に広電西広島（己斐）方面の下りホームがある。
1979年（昭和54年）には乗り場の安全性を確保するため、安全柵の設置が行われた。上屋は単車が停車したときの乗車口あたりにしかない。

### 運行系統
本線には広島電鉄が運行するすべての系統が乗り入れているが、当停留場にはこのうち2号線、3号線、それに0号線が乗り入れる。
| 上りホーム | 2号線         | 広島駅ゆき             |                |
| 上りホーム | 0号線 · 3号線 | 日赤病院前ゆき         | 日赤病院前ゆき |
| 上りホーム | 0号線 · 3号線 | 広電本社前ゆき         |                |
| 下りホーム | 2号線         | 広電宮島口ゆき         |                |
| 下りホーム | 2号線 · 3号線 | 広電西広島（己斐）ゆき |                |

## 停留場周辺
停留場は平和大通り上に位置する。通りに面してビルや店舗も点在するが、周辺はおおむね住宅街となっている。南西には広島工業大学専門学校が立地する。
- 広島中央保健生活協同組合総合病院福島生協病院
- 広島市西消防署

## 隣の停留場
広島電鉄
本線
観音町停留場 (M15) - 西観音町停留場 (M16) - 福島町停留場 (M17)